# Замок По
Замок По (фр. Château de Pau) — замок у місті По, столиці французького департаменту Атлантичні Піренеї, в Беарні.

## Історія
Замок відомий з часів Середньовіччя. Він споруджений на пагорбі, що підноситься над річкою Гав-де-По (fr: Gave de Pau). У цьому замку 13 грудня 1553 з'явився на світ Генріх IV, король Франції і король Наварри.
Замок По оточений живоплотом з колів, що символізують вірність і щирість. Від них походить і назва замку. Значний внесок в історію замку вніс Гастон III де Фуа, більш відомий під ім'ям Гастон Феб. При ньому був споруджений кам'яний донжон висотою 33 метри, на якому вигравіювали напис: «Febus me fe», що означає беарнською «Феб мене зробив». В даний час замок перетворений в музей, де експонуються предмети різних епох (починаючи з епохи Генріха IV). Особливо багата колекція експонатами часів Реставрації.

## Галерея

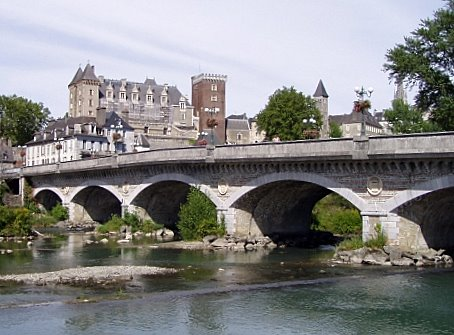
Вид на замок з берега річки Гав-де-По
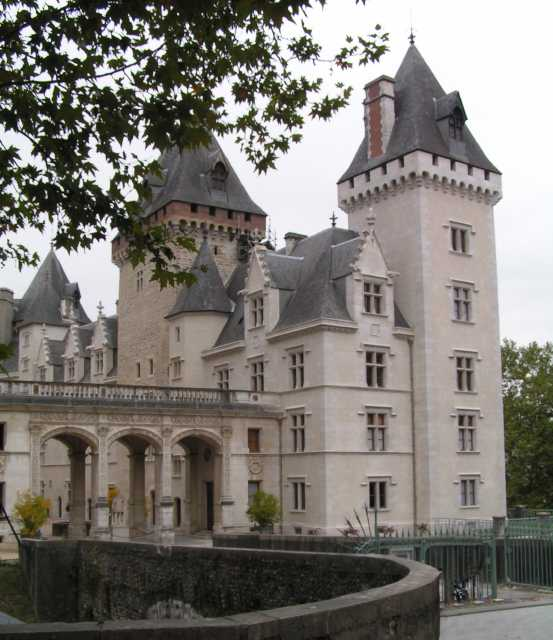
Замок По
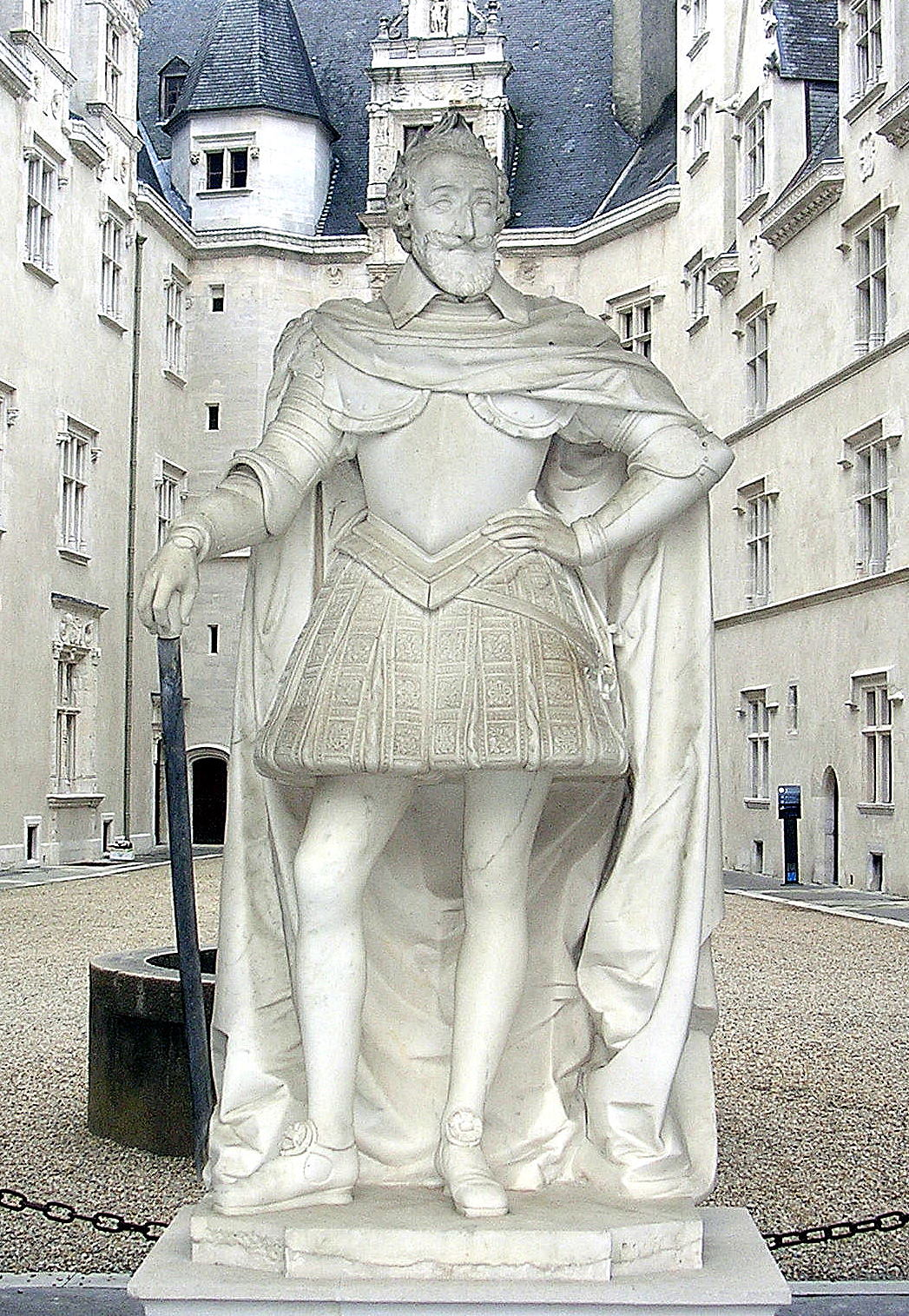
Статуя Генріха IV перед входом в замок